# 8643 Quercus
8643 Quercus è un asteroide della fascia principale. Scoperto nel 1988, presenta un'orbita caratterizzata da un semiasse maggiore pari a 2,5690108 UA e da un'eccentricità di 0,1557896, inclinata di 12,97629° rispetto all'eclittica.